# Mormântul actriței Agatha Bârsescu
Mormântul actriței Agatha Bârsescu este un monument istoric aflat pe teritoriul municipiului Iași.